# 종어
종어는 메기목 동자개과의 민물고기다. 이름의 유래는 맛이 민물고기 중에 으뜸이라 하여 으뜸 종(宗)자가 붙여진 것이다.

## 형태
머리는 위아래로 납작하고 몸통은 원통형이며 몸 뒷부분은 옆으로 납작하다. 주둥이는 길고 입은 주둥이 아래 가슴 쪽으로 들어와 있다. 입수염은 4쌍으로 짧다. 가슴지느러미 가시 안쪽으로 톱니 모양의 거치가 있다. 꼬리지느러미 끝은 깊게 패였다. 옆줄은 뚜렷하며 비늘은 없다. 길이는 최대 7-80cm, 무게는 3-4kg에 달한다.

## 생활
바닥에 모래와 진흙이 깔린 큰 강 하류에 산다. 수명은 최대 25년에 달하며 산란할 수 있을 정도로 자라려면 4년이 걸린다.

## 먹이
수서곤충과 실지렁이, 새우류 ,작은 물고기 등을 먹고 산다.

## 복원, 양식
금강에서 흔하게 서식하던 고기였으나 1980년대 이후 자취를 감춘 것으로 알려졌으나 이후 소수가 발견되었고, 해양수산부 국립수산과학원은 종어를 복원하기 위해 2000년에 중국산 종어를 수입하여 1세대 양식 종어 생산을 진행했으며, 2004년에는 1차 양식 종어에서 2차 양식 종어를 얻어내는 완전양식기술 개발에도 성공하였다. 2007년부터 금강 중류에 꾸준히 방류를 진행해왔으나 2017년에 이르러서야 적응을 완료한 종어 개체를 확인했다. 충남수산자원연구소는 2014년 종어 치어 인공 양산에 성공했으며 종 보존, 자원연구를 진행 중이고 서천군과 MOU를 맺었으며 2022년까지 치어 약 1만마리를 생산해 금강 하류에 방류하는 한편 양식업계와도 협력할 계획이다. 이후 2019년에 양식에 성공한 민간업자와의 인터뷰가 보도되었으며, 이에 따르면 종어는 본래 고관대작들이 즐겨먹는 음식 중 하나였으며 맛이 일품이라고 한다. 가시가 연하고 비늘이 거의 없다.